# Boa Esperança do Iguaçu
Boa Esperança do Iguaçu (en español: Buena Esperanza del Iguazú) es un municipio brasileño del estado de Paraná. Su población estimada en 2005 era de 2.644 habitantes.

## Historia
Alrededor de 1947, colonos procedentes d